# New Ulster Movement
O New Ulster Movement (NUM) foi um grupo de pressão político da Irlanda do Norte.
A organização foi estabelecida no início de 1969 sob a presidência de Brian Walker, e rapidamente alcançou uma soma de cerca de 8.000 membros. Mais tarde naquele ano, Oliver Napier do Ulster Liberal Party e Bob Cooper, ex-integrante do Ulster Unionist Party, foram apontados como co-presidentes de seu comitê político.
Napier e Cooper desejaram estabelecer um novo partido político, uma posição que foi fortemente oposta por Walker. Um encontro do NUM foi feito em 30 de dezembro de 1969 para decidir sobre o caminho a seguir, e um comitê foi eleito para investigar a viabilidade de lançar um novo partido na Páscoa de 1970.
David Corkey, um membro do NUM, posicionou-se como um candidato independente em uma eleição parcial em South Antrim.  Ele recebeu 25.7% dos votos, e isso ajudou a construir um entusiasmo pelo partido.
Napier e Cooper lançaram o Alliance Party of Northern Ireland (APNI) em 21 de abril de 1970, e usaram o seu acesso às listas de membros do NUM para angariar membros para o partido.  Napier mais tarde estimou que de 95 a 99% dos membros do NUM juntaram-se ao APNI, incluindo onze membros executivos.
Em outubro, o NUM reescreveu a sua constituição para impedir que ele interferisse em eleições, e se redefiniu como um think tank.  Ele foi dissolvido em 1978.